# Beremund I d'Astúries
Beremund I d'Astúries, dit el Diaca (ca. 750 - 797) fou rei d'Astúries (789-791).

## Orígens familiars
D'acord amb la Crònica Rotense, la Silense i la Historia Gothica de Jiménez de Rada, va ser fill de Fruela Pérez, fill segon del duc Pere de Cantàbria. Per tant, era també nebot d'Alfons I i germà d'Aureli, els quals havien estat reis d'Astúries abans. L'única font que discrepa és el Chronicon Mundi del bisbe Lucas de Tui, que el fa fill de Vimara a causa d'una confusió amb una altra persona.

## Regnat
Va accedir al tron d'Astúries a la mort de Mauregat I, renunciant a la seva condició de diaca eclesiàstic.
Segons la Nomina Legionensium va regnar dos anys i sis mesos. El seu mandat posa fi als 23 que va durar el període conegut tradicionalment com a «anys de crisi», entre els regnats de Fruela I i Alfons II, durant el qual es van aturar les campanyes contra els musulmanes. D'acord amb els càlculs a partir de les cròniques, s'admet que va regnar del 788 al 791.
Durant el seu regnat va sofrir ràtzies musulmanes a Àlaba i Galícia. Davant una derrota contra els musulmans a la batalla de Burbia, a la comarca del Bierzo va abdicar del tron, retornant al seu antic estat clerical.

## Núpcies i descendents
Segons les cròniques tardanes de Lucas de Tui i Jiménez de Rada, es va casar amb Nunilo, de la qual no se'n té cap altre testimoni. Amb tot, els historiadors també han anomenat Ossenda a la muller de Beremund a causa d'una confusió amb l'epitafi d'una sepultura de la primitiva església de San Juan de Corias (Cangas del Narcea). Tanmateix, el text feia referència al rei Beremund II.
Del matrimoni entre Beremund i Nunilo va néixer sens dubte:
- Ramir (ca. 790-850)

A més, altres atribueixen al matrimoni altres fills, entre els quals cal destacar Garcia, que apareix en diversos en les cròniques de Lucas i de Jiménez de Rada pràcticament amb les mateixes paraules, però d'altres, com Beremund, Thisiena o Cristina, són probablement un error d'interpretació de les fonts.

## Successió
Fou succeït per Alfons II d'Astúries, fill del seu cosí Fruela I, el qual havia esperat el seu ascens al tron d'Astúries des de la mort del seu pare el 768.